# Brigi
Brigi (tudi Brygi grško Βρυγες) so bili so bili ilirsko ali tračansko pleme, ki jih antični viri navajajo, da so živeli na različnih področjih Balkana.
Za Brige kaže, da so spadali med stara avtohtona plemena
ilirsko-tračanskega izvora. Med drugim so živeli tudi ob zgornjem toku Crne reke v današnji Makedoniji. V 7.st. pr. n. št. so prišli do Epira. Leta 492 pr. n. št. so jih podjarmili Perzijci, deloma so nato služili v Kserksesovi armadi.